# Тит Рубрий Елий Непот
Тит Рубрий Елий Непот (на латински: Titus Rubrius Aelius Nepos) e сенатор на Римската империя през 1 век.
Произлиза от фамилията Елии. Неговият баща е Тит Рубрий Непот.
През 79 г. Рубрий Елий е суфектконсул заедно с Марк Арий Флак.